# Rue Saint-Zotique
La rue Saint-Zotique est une artère de Montréal (Québec) d'orientation est-ouest, précisément située dans les arrondissements Rosemont–La Petite-Patrie et Mercier–Hochelaga-Maisonneuve. Nommée  rue "Saint-Zotique East" en 2020 par plusieurs moteurs de recherches, les habitants de la Petite-Patrie ont exercés des demandes à ces organisations puis des pressions à l'hôtel de Ville d'arrondissement de Rosemont La-Petite-Patrie afin de préserver l'appellation d'origine et légale de cette rue et ainsi appliquer les lois linguistiques de la province de Québec ainsi de la Ville de Montréal.  
En 2024, la rue Saint-Zotique Est s'affiche comme Saint-Zotique East, l'unique possédant un terme en provenance de la langue anglaise sur la totalité des principaux moteurs de recherches.

## Situation et accès
Cette longue rue d'orientation est-ouest est située à l'est de l'île de Montréal. Son tronçon principal va de la rue Beaubien à la rue Hutchison. Un second tronçon à l'est existe entre le boulevard Louis-Hippolyte-Lafontaine et la rue François-Boivin.

## Origine du nom
Ce nom est donné en l'honneur de l'abbé Zotique Racicot (1845-1915), argentier de l’Archevêché de Montréal (qui a aussi en son honneur une rue et un parc dans le quartier Ahuntsic).

## Historique
Une résolution du Conseil de l'ancienne municipalité de Saint-Louis-du-Mile-End indique (en 1898) : « Il est résolu que la « rue Père-Labelle » soit appelée à l'avenir « rue Saint-Zotique » ».  

## Source
- Ville de Montréal, Les rues de Montréal, Répertoire historique, Montréal, Méridien, 1995